# Vinograd
Vinograd (Bulgaars: Виноград) is een dorp in het noordoosten van Bulgarije. Het dorp is gelegen in de gemeente Strazjitsa in de oblast Veliko Tarnovo. Het dorp ligt ongeveer 32 km ten noordoosten van Veliko Tarnovo en 215 km ten noordoosten van de hoofdstad Sofia.

## Bevolking
Op 31 december 2020 telde het dorp Vinograd 531 inwoners. Het aantal inwoners vertoont al tientallen jaren een dalende trend: in 1946 woonden er nog 2.050 personen in het dorp.
| Bevolkingsontwikkeling tussen 1934 en 2020          |
| --------------------------------------------------- |
|                                                     |
| Bron: Nationaal Statistisch Instituut van Bulgarije |

In het dorp wonen vooral etnische Bulgaren, maar ook een substantiële minderheid van de Turken, Roma en ‘overige’ bevolkingsgroepen. In de optionele volkstelling van 2011 identificeerden 321 van de 532 ondervraagden zichzelf als etnische Bulgaren, oftewel 60,3% van alle ondervraagden. 90 ondervraagden identificeerden zichzelf als etnische Turken (16,9%), 7 personen als Roma (1,3%) en 114 ondervraagden hebben ‘geen’ of een ‘andere’ etniciteit aangegeven.
| Etnische samenstelling van de respondenten (2011) | Etnische samenstelling van de respondenten (2011) | Etnische samenstelling van de respondenten (2011) | Etnische samenstelling van de respondenten (2011) | Etnische samenstelling van de respondenten (2011) |
| ------------------------------------------------- | ------------------------------------------------- | ------------------------------------------------- | ------------------------------------------------- | ------------------------------------------------- |
|                                                   |                                                   |                                                   |                                                   |                                                   |
| Bulgaren                                          | Bulgaren                                          |                                                   | 60,3%                                             | 60,3%                                             |
| Turken                                            | Turken                                            |                                                   | 16,9%                                             | 16,9%                                             |
| Roma                                              | Roma                                              |                                                   | 1,3%                                              | 1,3%                                              |
| Anders/Onbekend                                   | Anders/Onbekend                                   |                                                   | 21,5%                                             | 21,5%                                             |